# Bánd
Bánd là một thị trấn thuộc hạt Veszprém, Hungary. Thị trấn này có diện tích 9,84 km², dân số năm 2010 là 694 người, mật độ 71 người/km².